# Тиневичі
Тиневичі (пол. Tyniowice) — село на Закерзонні, в Польщі, у гміні Розвинниця Ярославського повіту Підкарпатського воєводства.
Населення — 494 особи (2011).

## Розташування
Знаходиться в західній частині Надсяння. Розташоване на відстані 5 км на південний захід від адміністративного центру ґміни Розвинниці, 13 км на південний захід від повітового центру Ярослава і 42 км на схід від воєводського центру Ряшева. Лежить над річкою Молочкою — правою притокою Віслоку.

## Історія
За податковим реєстром 1515 р. село належало до фортеці Порохник, були 2 лани (коло 50 га) оброблюваної землі та піп (отже, вже тоді в селі була церква).
За податковим реєстром 1589 р. село належало Івану Пенянжику, були 1 лан (коло 25 га) оброблюваної землі, млин, корчма, 3 загородники без земельної ділянки і 2 коморники без тяглової худоби. До 1772 року Тиневичі входили до складу Перемишльської землі Руського воєводства Королівства Польського.
Відповідно до «Географічного словника Королівства Польського» в 1880 р. Тиневичі знаходились у Ярославському повіті Королівства Галичини і Володимирії, в селі було 36 будинків і 205 мешканців, а на землях фільварку було 6 будинків і 73 мешканці, з них 127 греко-католиків, 142 римо-католики і 9 юдеїв. Українці-грекокатолики належали до парафії Порохник Порохницького деканату Перемишльської єпархії. На той час унаслідок півтисячоліття латинізації та полонізації українці лівобережного Надсяння опинилися в меншості.
Після розпаду Австро-Угорщини і утворення 1 листопада 1918 р. Західноукраїнської Народної Республіки Тиневичі разом з усім Надсянням були окуповані Польщею в результаті кривавої війни. Тиневичі входили до Ярославського повіту Львівського воєводства, в 1934—1939 рр. — у складі ґміни Розьвениця. На 1.01.1939 в селі проживало 420 мешканців, з них 145 українців, 270 поляків і 5 євреїв. На той час унаслідок півтисячоліття латинізації та полонізації українці Тиневич утратили розмовну українську мову, хоча їх частина ще зберігала греко-католицьку віру й усвідомлення свої національності.
16 серпня 1945 року Москва підписала й опублікувала офіційно договір з Польщею про встановлення лінії Керзона українсько-польським кордоном. Українці не могли протистояти антиукраїнському терору після Другої світової війни. Частину добровільно-примусово виселили в СРСР (116 осіб — 33 родини). Решта українців попала в 1947 році під етнічну чистку під час проведення Операції «Вісла» і була депортована на понімецькі землі у західній та північній частині польської держави, що до 1945 належали Німеччині.
У 1975—1998 роках село належало до Перемишльського воєводства.

## Демографія
Демографічна структура станом на 31 березня 2011 року:
|          | Загалом | Допрацездатний вік | Працездатний вік | Постпрацездатний вік |
| -------- | ------- | ------------------ | ---------------- | -------------------- |
| Чоловіки | 235     | 53                 | 159              | 23                   |
| Жінки    | 259     | 46                 | 158              | 55                   |
| Разом    | 494     | 99                 | 317              | 78                   |

## Пам'ятки
Церква в селі вже була в 1515 р.
У 1709 році українці збудували дерев'яну греко-католицьку церкву св. Димитрія. Належала до парафії Порохник Порохницького деканату Перемишльської єпархії. Після виселення українців перетворена на костел, з 1980-х служить складом для релігійних декорацій римо-католицької парафії. У 1970-х роках змінена форма даху церкви і зруйнована давня дерев'яна дзвіниця.